# Alfred Ditte

Alfred Ditte

Alfred Ditte (* 20. Oktober 1843 in Rennes; † 7. November 1908) war ein französischer Chemiker.
Er war Schüler von Henri Etienne Sainte-Claire Deville und wurde Professor der Anorganischen Chemie an der Sorbonne in Paris. Um 1888 war er Professor der Chemie an der Faculté Science in Caen.
1897 wurde er Mitglied der Akademie der Wissenschaften in Paris. Nach ihm hatte Jean-Baptiste Charcot 1912 den Mount Ditte (67° 43' S; 68° 37' W) in der Antarktis benannt.

## Veröffentlichungen
- Traité élémentaire d'analyse qualitative des matières minérales; Paris, 1879
- Traité élémentaire de chimie fondée sur les principes de la thermochimie; Dunod, 1884
- Kurzes Lehrbuch der Anorganischen Chemie gegründet auf die Thermochemie mit Benutzung der thermochemischen Daten; deutsch von H. Böttger; Berlin, Julius Springer, 1886
- Uranium, Étain et Antimoine; 1884
- L'Uranium et ses composés; Dunod, 1884
- Notice sur les travaux scientifiques de M. Alfred Ditte, Professeur de Chimie minérale à la Faculté des Sciences de Paris, Lauréat de l'Institut, Membre de l'Académie des Sciences; Paris, Flammarion, 1894[2]
- Metals in the atmosphere; 1905
- Étude générale des sels; Dunod, 1906
- Origin and Age of the Metalliferous Ores; In Revue Scientifique; 1906, Serie 5, S. 641–650